# 경남과학고등학교
경남과학고등학교(慶南科學高等學校)는 대한민국 경상남도 진주시 진성면 가진리에 있는 공립 과학고등학교이다.

## 학교 연혁
- 1983년 11월 21일 : 경남과학고등학교 설립 인가
- 1984년 3월 1일 : 초대 김재한 교장 취임
- 1984년 3월 10일 : 경상남도 진주시 하대동 294-1번지에서 개교
- 1984년 3월 10일 : 1984학년도 제1회 입학식 (2학급 60명)
- 1984년 7월 1일 : 문교부 지정 연구학교 지정
- 1985년 2월 15일 : 기숙사 1,2층과 부속 시설 및 본관 3층 2교실 준공
- 1985년 12월 19일 : 기숙사 3층 및 본관 3층 2교실 증축
- 1986년 2월 19일 : 제1회 수료식
- 1987년 1월 28일 : 특수목적고등학교 인가
- 1987년 2월 14일 : 제1회 졸업식 46명 졸업
- 1987년 3월 1일 : 문교부 지정 과학영재 연구학교 (제2차)
- 1989년 2월 1일 : 강당 완공
- 1996년 7월 29일 : 경남 진주시 진성면 가진리 9번지로 이전
- 2003년 11월 10일 : 탐구관(전자도서관) 완공
- 2006년 12월 27일 : 교육부 지정 정책 연구학교 선정(2007,2008학년도)
- 2012년 2월 22일 : 2012 도교육청 지정 과학교육 연구학교 선정
- 2015년 3월 1일 : 과학고 영재학교 공동 AP 연구학교 운영(2016,2017년도)
- 2016년 6월 20일 : 기숙사 양지관 개관
- 2019년 5월 5일 : 창의융합관 개관
- 2023년 1월 6일 : 제37회 졸업식(졸업생 92명(3학년 60명, 2학년 32명), 누계 3,099명)
- 2023년 3월 1일 : 제16대 정시화 교장 취임
- 2023년 3월 2일 : 제40회 입학식(5학급 남 79명, 여 22명 총 101명)

## 설치 학과
- 과학과

## 참고 자료
- 경남과학고등학교 - 한국교육학술정보원 학교알리미